# シダ属
シダ属（シダぞく、Sida）は、大型のミジンコ（甲殻類）の分類群（属）である。

## 特徴
シダ科に共通する特徴として、頭部が大きく、腕のように見える第2触角が太く長い。シダ科のオナガミジンコ属 Diaphanosomaでは吸着器を持たないのに対し、後頭部に水草などの基質に接着するための吸着器を持つ。

## 分布
ヨーロッパからシベリア、東アジアと極東までの旧北区、五大湖などの北アメリカに見られる。

## 分類
Straus (1820)がDaphne crystallina O.F. Müller, 1776とされていた種をタイプとして本属 Sida Straus, 1820を設立した。
かつては Korovchinsky (1979)がシダ Sida crystallina (O. F. Müller, 1776)に3亜種 Sida crystallina crystallina (O. F. Müller, 1776)、Sida crystallina americana Korovchinsky, 1979、Sida crystallina ortiva Korovchinsky, 1979を置いていたが、現在はそれぞれ種に格上げされ、Sida crystallinaおよびSida americana Korovchinsky, 1979、アジアシダミジンコ Sida ortiva Korovchinsky, 1979が認められる。日本産のシダはSida crystallinaであるとされてきたが、実際はアジアシダミジンコ Sida ortivaであるとされる
現在は以下の4種が認められる。
- Sida americana Korovchinsky, 1979
- Sida angusta Dana, 1852
- Sida crystallina (O.F.Müller, 1776)
- Sida ortiva Korovchinsky, 1979